# Astrid Sandvik
Astrid Olsdotter Sandvik (Aker, 1º ottobre 1939) è un'ex sciatrice alpina norvegese.

## Biografia

### Stagioni 1955-1960
Sciatrice polivalente originaria di Aker, comune in seguito accorpato a Oslo, Astrid Sandvik debuttò in campo internazionale ad appena 15 anni, in occasione delle SDS-Rennen 1955 (Grindelwald, 6-8 gennaio), dove si classificò 32ª nella discesa libera e 22ª nello slalom gigante;  l'anno dopo vinse lo slalom speciale e la combinata del trofeo Hahnenkamm (Kitzbühel, 14-15 gennaio) e ai successivi VII Giochi olimpici invernali di Cortina d'Ampezzo 1956 (26 gennaio-5 febbraio), suo esordio olimpico e iridato, si piazzò 27ª nella discesa libera, 22ª nello slalom gigante, 6ª nello slalom speciale e 10ª nella combinata, disputata in sede olimpica ma valida solo ai fini dei Mondiali 1956. Nel prosieguo di quella stagione fu 2ª nello slalom speciale del trofeo Holmenkollen-Kandahar (Oppdal, 2-4 marzo).
Inattiva nel 1957, nel 1958 si classificò 3ª nella discesa libera dell'Hahnenkamm sulla Streif di Kitzbühel (18 gennaio) e ai successivi Mondiali di Badgastein 1958 (2-9 febbraio) si piazzò 6ª nella discesa libera, 17ª nello slalom gigante, 4ª nello slalom speciale e 7ª nella combinata; nel 1959 vinse la discesa libera e la combinata dell'Hahnenkamm (Kitzbühel, 16-17 gennaio), dove fu anche 2ª nello slalom speciale, e agli VIII Giochi olimpici invernali di Squaw Valley 1960 (19-27 febbraio) si classificò 37ª nella discesa libera, 19ª nello slalom gigante, 36ª nello slalom speciale e 21ª nella combinata, disputata in sede olimpica ma valida solo ai fini dei Mondiali 1960. Nel prosieguo di quella stagione si piazzò 2ª nello slalom speciale e 3ª nella combinata dell'Holmenkollen-Kandahar (Holmenkollen, 18-20 marzo).

### Stagioni 1961-1964
Nella stagione 1960-1961 gareggiò solo in Norvegia, imponendosi in tutte e tre le gare del trofeo Holmenkollen-Kandahar (Holmenkollen, 25-febbraio): slalom gigante, slalom speciale e combinata. Tornata alle competizioni internazionali l'anno dopo, vinse lo slalom speciale del Trofeo dei Tre comuni ladini (Val Gardena, 27-29 gennaio) e ai Mondiali di Chamonix 1962 (10-18 febbraio) fu 17ª nello slalom gigante e 4ª nello slalom speciale; s'impose quindi quindi nello slalom speciale e nella combinata dell'Holmenkollen-Kandahar (Holmenkollen, 2-4 marzo), dove si classificò anche 2ª nello slalom gigante.
Anche nel 1963 vinse lo slalom speciale e la combinata dell'Holmenkollen-Kandahar (Holmenkollen, 14-15 marzo), dove si piazzò anche 2ª nello slalom gigante; l'anno dopo fu 3ª nello slalom speciale di Spittal an der Drau (19 gennaio) e ai successivi IX Giochi olimpici invernali di Innsbruck 1964 (29 gennaio-9 febbraio), suo congedo agonistico, si classificò 21ª nello slalom gigante e non completò lo slalom speciale.

## Palmarès

### Universiadi
- 1 medaglia[16]:
  - 1 argento (slalom gigante a Villars-sur-Ollon 1962)

### Classiche
Hahnenkamm
- 4 vittorie (slalom speciale, combinata a Kitzbühel 1956; discesa libera, combinata a Kitzbühel 1959)

Holmenkollen-Kandahar
- - 7 vittorie (slalom gigante, slalom speciale, combinata a Holmenkollen 1961; slalom speciale, combinata a Holmenkollen 1962; slalom speciale, combinata a Holmenkollen 1963)

Trofeo dei Tre comuni ladini
- 1 vittoria (slalom speciale a Val Gardena 1962)

### Campionati norvegesi
- 6 medaglie[senza fonte]:
  - 4 ori (slalom speciale nel 1958; slalom speciale nel 1960; slalom gigante, slalom speciale nel 1963)[17][18]
  - 2 argenti (slalom speciale nel 1956; combinata nel 1960)[senza fonte]

## Riconoscimenti
- Medaglia Holmenkollen (1963)[16][17]